# Privat-Livemont
Henri Privat Antoine Théodore Livemont (Schaerbeek, 1861 – Schaerbeek, 1936) è stato un pittore, decoratore e pubblicitario belga.

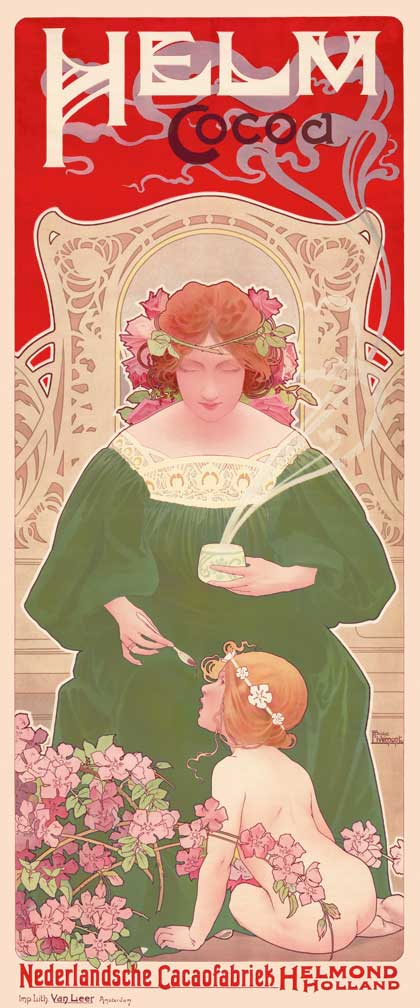
Privat-Livemont. Manifesto per una ditta olandese di cacao (1899).

Esponente del Liberty. È stato uno dei più importanti cartellonisti belgi. Inoltre, poiché come autore di manifesti ha prediletto i soggetti femminili, sovente in abiti succinti, è considerato uno dei pionieri della pubblicità erotica.

## Biografia
Allievo di Bourson e Hendrickx, esordisce come pittore nel 1885. Trasferitosi in Francia dopo aver vinto una borsa di studio espone ai saloni di Parigi del 1886 e del 1887 e partecipa ai lavori di decorazione del teatro della Porte Saint-Martin, dell'Opéra e del municipio della capitale francese. Nel 1889 è di ritorno in patria dove prosegue con la sua attività di pittore e decoratore. Nel 1890 apre un proprio studio e inizia l'attività di cartellonista pubblicitario e litografo. A partire dal 1891 è docente di disegno presso la Scuola Industriale di Schaerbeek.

Acquista progressivamente fama, anche grazie alle decorazioni che realizza in varie scuole della cittadina belga dove è nato e lavora (compreso l'istituto nel quale insegna) e alle decorazioni che realizza assieme all'architetto Henri Jacobs. A cavallo tra Otto e Novecento è all'apice della propria carriera e ottiene numerosi premi e riconoscimenti. Si cimenta nella caricatura, nell'illustrazione, nel disegno erotico, nella fotografia. E a partire dall'anno 1900 inizia a realizzare sgraffiti per varie abitazioni in Bruxelles (in particolare sono da citare le decorazioni per la Grande Maison de Blanc).
Livemont muore nel 1936 e il figlio appena sette anni dopo: la sua collezione di opere viene dispersa, e ciò renderà difficoltoso negli anni successivi ricostruirne il lavoro. Questo contribuirà inoltre a ritardarne un effettivo riconoscimento a livello artistico.
Per via del suo stile Livemont è stato talvolta paragonato al pittore ceco Alfons Mucha.

## Principali manifesti
- 1896 - Absinthe Robette
- 1897 - Casino de Cabourg
- 1897 - Van Houten's cacao en chocolade
- 1899 - Helm Cocoa
- 1900 - Cercle Artistique de Schaerbeek
- 1903 - Automobile Club de France